# Can Fiter (la Seu d'Urgell)
Can Fiter és una casa situada al carrer Major del Centre Històric de la Seu d'Urgell (Alt Urgell) protegida com a Bé Cultural d'Interès Local.

## Descripció
Edifici entre mitgeres, amb la façana principal que dona al carrer Major i la posterior al carrer Sant Nicolau. Destaca la composició simètrica, formada per les obertures. De tota manera, les pintures murals són l'element més identificatiu. Segueixen una decoració classicista amb motius com medallons, garlandes, sanefes i pilastres. La façana posterior, del carrer Sant Nicolau, mostra formes constructives més sòbries.